# Lama (Barcelos)
Lama is een plaats (freguesia) in de Portugese gemeente Barcelos en telt 1 330 inwoners (2001).